# Ernst Piper

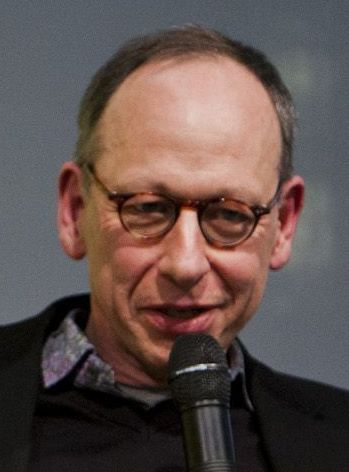
Ernst Piper (2014)

Ernst Reinhard Piper (* 29. März 1952 in München) ist ein deutscher Verleger und Historiker.

## Leben
Piper beschreibt sich als „Spät-68er“ und sein Elternhaus als liberal-konservativ. Mit 18 Jahren trat er der SPD bei. Nach dem Abitur 1972 studierte er Geschichte und Germanistik an der Universität München und ab 1974 an der Technischen Universität Berlin, wo er Philosophie hinzufügte und 1981 promoviert wurde. Ernst Piper lebt in Berlin.
1982 trat er in den Piper Verlag seines Vaters Klaus Piper ein, dessen geschäftsführender Gesellschafter mit 20 % der Anteile er von 1983 bis 1994 war. 1994 wurde der Verlag an die schwedische Bonnier-Gruppe verkauft, nachdem Ernst Piper bereits seinerseits mit anderen Interessenten Kontakt aufgenommen hatte.
Von 1997 bis 2000 war er Geschäftsführender Gesellschafter der Prospero Presse und von 1998 bis 2003 des Pendo Verlags. Von 2003 bis 2013 war Piper Gesellschafter der literarischen Agentur Piper & Poppenhusen. Seit 2014 betreibt er die Literaturagentur Ernst Piper.
In den 1990er Jahren veröffentlichte Piper einige Werke zum „Historikerstreit“. 1998 war er Fellow am Moses Mendelssohn Zentrum für europäisch-jüdische Studien an der Universität Potsdam, 2003 Leiter der Abteilung für Holocaust-Studien. 2005 beendete er seine 1993 begonnene Habilitationsschrift über Alfred Rosenberg, Mitte 2006 schloss er das Habilitationsverfahren mit dem Vortrag „Ludwig Thoma und seine Verleger“ ab und ist heute außerplanmäßiger Professor für Neuere Geschichte an der Universität Potsdam.
Im November 2023 verließ Ernst Piper PEN Berlin. Ende Oktober 2024 gab Piper seinen Austritt aus der SPD bekannt. Grund sei die „Rehabilitierung“ Gerhard Schröders durch Generalsekretär Matthias Miersch sowie das Eingehen der SPD Brandenburg auf Forderungen des BSW.
Piper ist Mitglied im Vorstand der Vereinigung Gegen Vergessen – Für Demokratie.

## Schriften
- Der Aufstand der Ciompi. Über den „Tumult“, den die Wollarbeiter im Florenz der Frührenaissance anzettelten (1978)
- Savonarola. Umtriebe eines Politikers und Puritaners im Florenz der Medici (1979)
- Der Stadtplan als Grundriß der Gesellschaft (1982, zugleich Dissertation).
- Ernst Barlach und die nationalsozialistische Kunstpolitik (1987).
- Der neue alte Rechtsradikalismus (1993, Konferenzschrift hrsg. v. U. Wank, weitere Autoren u. a. P. Longerich, O. Schily).
- 90 Jahre Piper (1994).
- Kein Schlußstrich. Gegen das Vergessen (1996).
- (Hrsg. mit Hans-Jochen Vogel): Erinnerungsarbeit und demokratische Kultur, Saur, München 1997, ISBN 3-598-23760-X.
- Der Aufstand der Ciompi (2000).
- Gibt es wirklich eine Holocaustindustrie? (2001).
- Alfred Rosenberg. Hitlers Chefideologe (2005, zugleich Habilitationsschrift), ISBN 978-3-89667-148-6.
- Kurze Geschichte des Nationalsozialismus von 1919 bis heute. Hoffmann und Campe, Hamburg 2007, ISBN 978-3-455-50024-0.
- Kleine Geschichte Münchens (2008).
- Savonarola. Prophet der Diktatur Gottes (2009).
- Nationalsozialismus. Seine Geschichte von 1919 bis heute (2012).
- Nacht über Europa. Kulturgeschichte des Ersten Weltkriegs (2013), ISBN 978-3-549-07373-5.
- Das Zeitalter der Weltkriege (2014).
- 1945. Niederlage und Neubeginn (2015).
- Rosa Luxemburg. Ein Leben. Blessing Verlag, München 2018, ISBN 978-3-89667-540-8.[3]
- Diese Vergangenheit nicht zu kennen, heißt, sich selbst nicht zu kennen. Deutsche Geschichte im Zeitalter der Extreme. Ch. Links Verlag, Berlin 2022, ISBN 978-3-96289-150-3.[4]